# Metacnephia amsheevi
Metacnephia amsheevi är en tvåvingeart som beskrevs av Usova och Bazarova 1990. Metacnephia amsheevi ingår i släktet Metacnephia och familjen knott. Inga underarter finns listade i Catalogue of Life.